# دردار برعمي
دردار برعمي (الاسم العلمي: Ulmus surculosa) هو نوع نباتي يتبع جنس الدردار من فصيلة الدردارية.